# Jettingen (Böblingen)
Jettingen is een plaats en gemeente in de Duitse deelstaat Baden-Württemberg, en maakt deel uit van het Landkreis Böblingen.
Jettingen telt 7.985 inwoners.
De plaats bestaat uit twee woonkernen: Oberjettingen in het noordelijk gedeelte en het ernaast liggende Unterjettingen zuidelijk ervan.

## Foto's

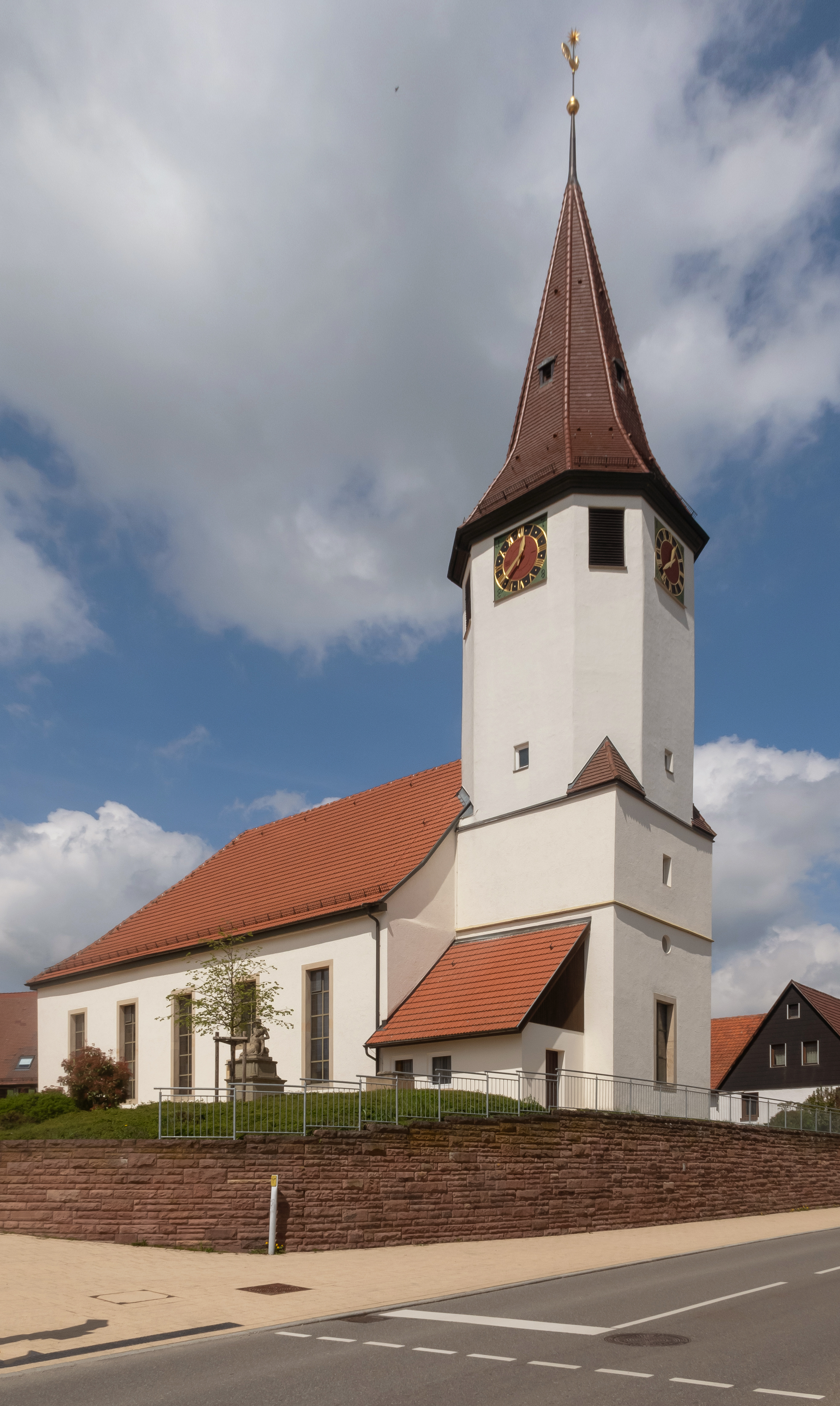
Oberjettingen, evangelische kerk
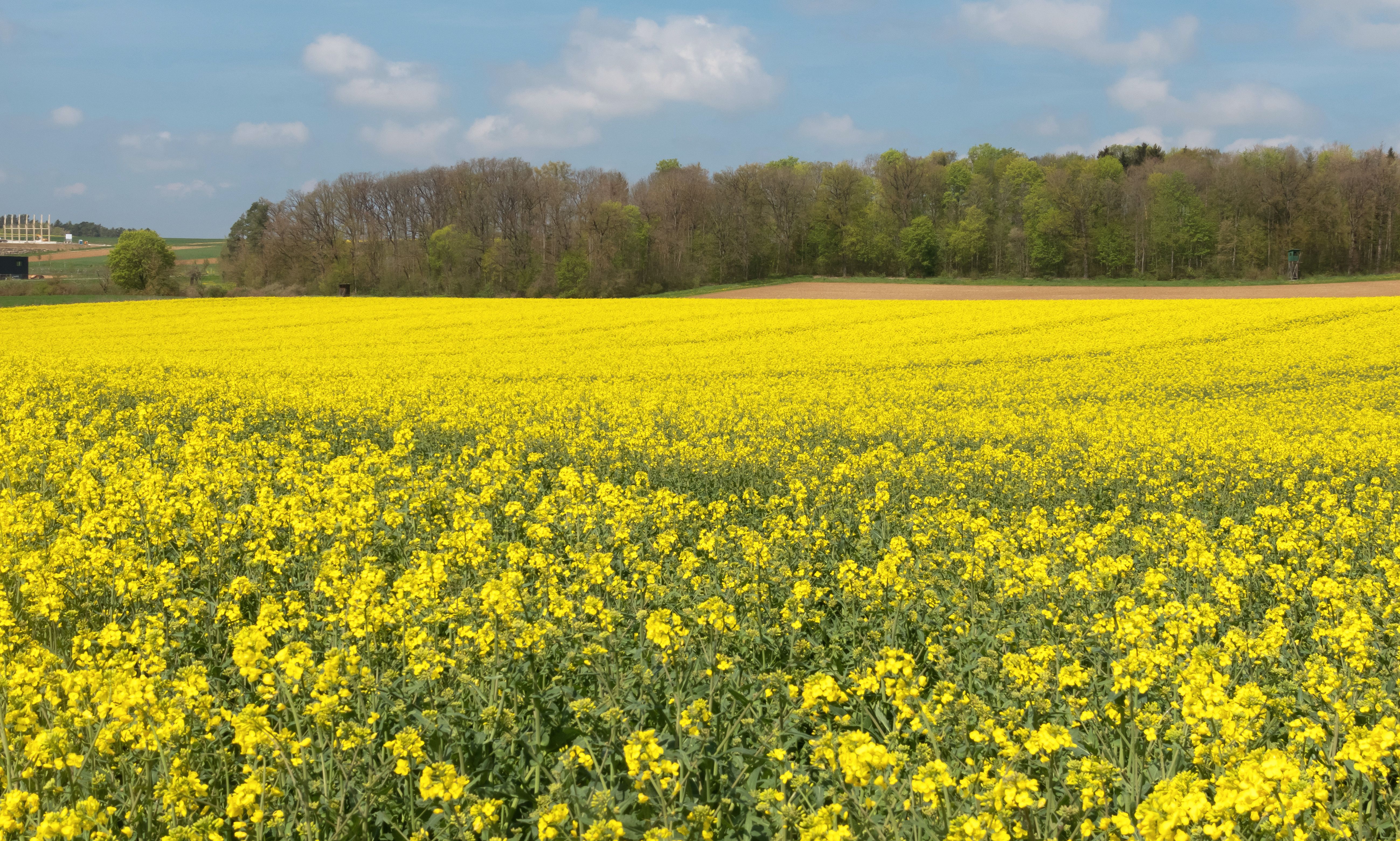
bij Unterjettingen, veld met koolzaad
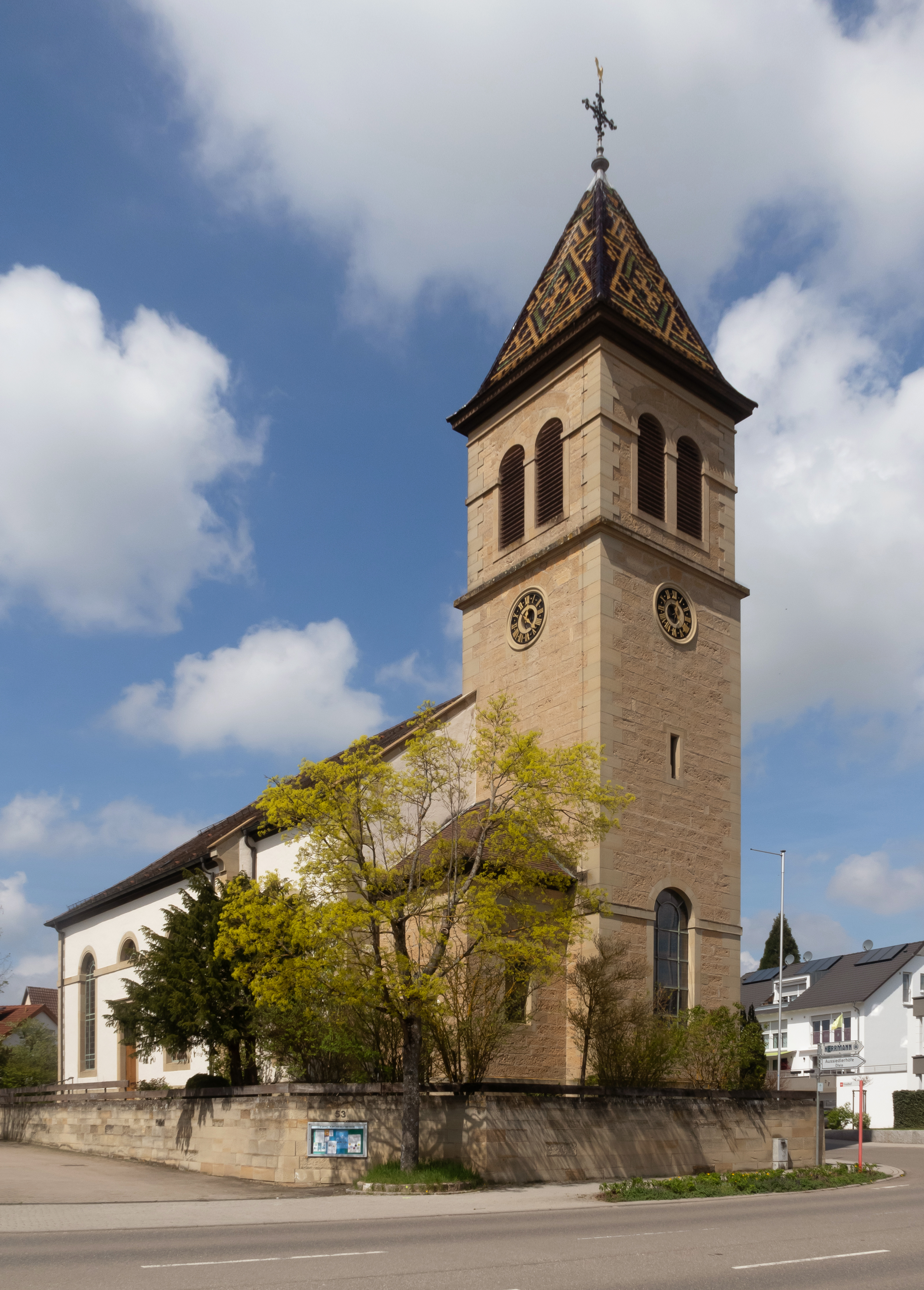
Unterjettingen, kerk: Michaelskirche

Aidlingen ·
Altdorf ·
Böblingen ·
Bondorf ·
Deckenpfronn ·
Ehningen ·
Gärtringen · 
Gäufelden ·
Grafenau ·
Herrenberg ·
Hildrizhausen ·
Holzgerlingen ·
Jettingen ·
Leonberg ·
Magstadt ·
Mötzingen ·
Nufringen ·
Renningen ·
Rutesheim ·
Schönaich ·
Sindelfingen ·
Steinenbronn ·
Waldenbuch ·
Weil der Stadt ·
Weil im Schönbuch ·
Weissach